# راکول (کارولینای شمالی)
راکول (به انگلیسی: Rockwell) شهری در ایالت کارولینای شمالی کشور ایالات متحده آمریکا است که جمعیت آن در سرشماری سال ۲۰۱۰ میلادی، ۲٬۱۰۸ نفر بوده‌است.